# Povești din Asia
Povești din Asia (titlul original: Folklore) este un serial TV de antologie de groază din 2018. Serialul are un total de 12 episoade (în total 2 sezoane). A avut premiera pe HBO Asia la 7 octombrie 2018. La 1 decembrie 2020 a fost reînnoit pentru un al doilea sezon.

## Premisă
A fost creat de regizorul din Singapore Eric Khoo. Serialul prezintă povești bazate pe superstiții asiatice și mituri folclorice naționale, fiecare episod fiind realizat de un regizor dintr-o altă țară.

## Prezentare generală
| Sezonul | Sezonul | Episoade | Episoade | Premiera TV       | Premiera TV       |
| Sezonul | Sezonul | Episoade | Episoade | Prima transmisie  | Ultima transmisie |
| ------- | ------- | -------- | -------- | ----------------- | ----------------- |
|         | 1       | 6        | 6        | 7 octombrie 2018  | 11 noiembrie 2018 |
|         | 2       | 6        | 6        | 14 noiembrie 2021 | 19 decembrie 2021 |

## Episoade

### Sezonul 1 (2018)
| Nr. în serial | Nr. în sezon | Titlu             | Regizat de         | Scris de                       | Țară          | Limbă            | Data difuzării    |
| --- | ------------ | ----------------- | ------------------ | ------------------------------ | ------------- | ---------------- | ----------------- |
| 1 | 1            | „A Mother's Love” | Joko Anwar         | Joko Anwar                     | Indonesia     | Indoneziană      | 7 octombrie 2018  |
| O mamă singură și fiul ei mic descoperă un grup de copii murdari și subhrăniți care trăiesc în podul unui conac. După ce i-a salvat și i-a înapoiat familiilor lor, ea i-a smuls fără să știe pe acești copii de la mama lor adoptivă - Wewe Gombel - și acum trebuie să se ferească de mânia ei răzbunătoare. Distribuție: Marissa Anita, Muzakki Ramdhan                |              |                   |                    |                                |               |                  |                   |
| 2 | 2            | „Tatami”          | Takumi Saitoh      | Tomoki Kanazawa & Masato Tanno | Japonia       | Japoneză         | 14 octombrie 2018 |
| Un scriitor de ficțiune de crimă se întoarce acasă pentru a participa la înmormântarea tatălui său și începe să experimenteze flashback-uri constante din copilăria sa. Apoi descoperă o ușă secretă în casă care duce la o cameră care ascunde un secret înfiorător din trecutul familiei sale. Distribuție: Kazuki Kitamura, Misuzu Kanno, Daisuke Kuroda, Shima Onishi |              |                   |                    |                                |               |                  |                   |
| 3 | 3            | „Nobody”          | Eric Khoo          | Amanda Lee Koe                 | Singapore     | Singleză Malaeză | 21 octombrie 2018 |
| Un Pontianak este trezit când un maistru și un muncitor în construcții încearcă să îngroape cadavrul unei fete moarte în loc să o ardă. La șantier încep să se producă o serie de evenimente nefericite. Distribuție: Li Wen Qiang, Maguire Jian, Sivakumar Palakrishnan, Aric Hidir, Louis Wu, Dayang Nurbalqis                                                          |              |                   |                    |                                |               |                  |                   |
| 4 | 4            | „Pob”             | Pen-Ek Ratanaruang | Pen-Ek Ratanaruang             | Thailanda     | Thailandeză      | 28 octombrie 2018 |
| Distribuție: Nuttapon Sawasdee, Parama Wutthikornditsakul, Thomas Burton van Blarcom |              |                   |                    |                                |               |                  |                   |
| 5 | 5            | „Toyol”           | Ho Yuhang          | Ho Yuhang                      | Malaysia      | Malaeză          | 4 noiembrie 2018  |
| Distribuție: Bront Palarae, Nabila Huda, Redza Minhat |              |                   |                    |                                |               |                  |                   |
| 6 | 6            | „Mongdal”         | Lee Sang-woo       | Lee Sang-woo                   | Coreea de Sud | Coreeană         | 11 noiembrie 2018 |
| Distribuție: Lee Chae-yeon, Jung Yoon-seok |              |                   |                    |                                |               |                  |                   |

### Sezonul 2 (2021)
| Nr. în serial                                                             | Nr. în sezon | Titlu                   | Regizat de             | Scris de                   | Țară      | Limbă             | Data difuzării    |
| ------------------------------------------------------------------------- | ------------ | ----------------------- | ---------------------- | -------------------------- | --------- | ----------------- | ----------------- |
| 7                                                                         | 1            | „The Rope”              | Liao Shih-han          |                            | Taiwan    | Mandarină         | 14 noiembrie 2021 |
| Distribuție: Vivian Sung, Wu Kang-ren                                     |              |                         |                        |                            |           |                   |                   |
| 8                                                                         | 2            | „The Day the Wind Blew” | Seiko Matsuda          |                            | Japonia   | Japoneză          | 21 noiembrie 2021 |
| Distribuție: Win Morisaki, Haori Takahashi, Fuyuki Moto, Tae Kimura       |              |                         |                        |                            |           |                   |                   |
| 9                                                                         | 3            | „Broker of Death”       | Sittisiri Mongkolsiri  |                            | Thailanda | Thailandeză       | 28 noiembrie 2021 |
| Distribuție: Natee Ngamnaewprom, Sornchai Chatwiritachai, Jennis Oprasert |              |                         |                        |                            |           |                   |                   |
| 10                                                                        | 4            | „7 Days of Hell”        | Erik Matti             |                            | Filipine  | Tagalog           | 5 decembrie 2021  |
| Distribuție: Dolly de Leon                                                |              |                         |                        |                            |           |                   |                   |
| 11                                                                        | 5            | „Grandma's Kiss”        | Billy Christian        |                            | Indonesia | Indoneziană       | 12 decembrie 2021 |
| Distribuție: Lydia Kandou, Ken Zuraida                                    |              |                         |                        |                            |           |                   |                   |
| 12                                                                        | 6            | „The Excursion”         | Nicole Midori Woodford | Bradley Liew și Dodo Dayao | Singapore | Mandarină Engleză | 19 decembrie 2021 |
| Distribuție: Mindee Ong, Darren Lim, Ethan Ng Kai En                      |              |                         |                        |                            |           |                   |                   |